# Prostsjön
Prostsjön är en sjö i Värnamo kommun i Småland och ingår i Lagans huvudavrinningsområde. Sjön är 4 meter djup, har en yta på 0,0985 kvadratkilometer och befinner sig 143,1 meter över havet. Vid provfiske har abborre, braxen, gädda och mört fångats i sjön.

## Delavrinningsområde
Prostsjön ingår i det delavrinningsområde (634420-139459) som SMHI kallar för Nedlagd mätstation. Medelhöjden är 169 meter över havet och ytan är 52,84 kvadratkilometer. Räknas de 61 delavrinningsområdena uppströms in blir den ackumulerade arean 1 155,4 kvadratkilometer. Delavrinningsområdets utflöde Lagan (Härån) mynnar i havet. Delavrinningsområdet består mestadels av skog (16 procent). Avrinningsområdet har 0,1 kvadratkilometer vattenytor vilket ger det en sjöprocent på 9,6 procent. Bebyggelsen i området täcker en yta av 0,75 kvadratkilometer eller 75 procent av avrinningsområdet.